# Acartauchenius leprieuri
Acartauchenius leprieuri é uma espécie de aranhas da família Linyphiidae encontradas na Argélia. Foi descrita pela primeira vez em 1875.